# Guido Piovene
Guido Piovene (Vicenza, 27 luglio 1907 – Londra, 12 novembre 1974) è stato uno scrittore e giornalista italiano.

## Biografia
Appartenente alla famiglia nobile vicentina dei Piovène, figlio unico di Francesco e Stefania di Valmarana, con una tesi su Vico conseguì la laurea in filosofia alla Statale di Milano, dove conobbe tra gli altri il filosofo Eugenio Colorni. Giovane fascista, si avviò senza indugi alla carriera giornalistica, incominciando dal Convegno e dalle prestigiose riviste fiorentine Pegaso e Pan, dirette da Ugo Ojetti, coprendo il ruolo di inviato fin dalla sua prima assunzione per il quotidiano L'Ambrosiano, dalla Germania. Passò successivamente al Corriere della Sera, dove lavorò da corrispondente estero a Londra e Parigi, curando anche in diverse occasioni la critica cinematografica del quotidiano, per il quale partecipò come inviato alla Mostra del cinema di Venezia. 
Presso la testata lombarda conobbe Dino Buzzati, Orio Vergani e Indro Montanelli. Fece scalpore al tempo la recensione entusiastica che il giornalista, noto osservatore del mondo comunista, scrisse per il libello antisemita Contra judaeos di Telesio Interlandi: questo fatto gli costò l'amicizia con Colorni. Rinfacciategli nel dopoguerra, Piovene abiurò le precedenti posizioni razziste nel suo mémoire La coda di paglia.
Collaborò più avanti con Solaria, Pan, Tempo, La Stampa, con la quale proseguì la sua attività di inviato dapprima negli Stati Uniti d'America e successivamente a Mosca.
Nel 1931 pubblicò i suoi primi racconti ne La vedova allegra, stampato dai fratelli Buratti. Ci vollero dieci anni perché Piovene desse alle stampe la sua seconda opera, Lettere di una novizia.

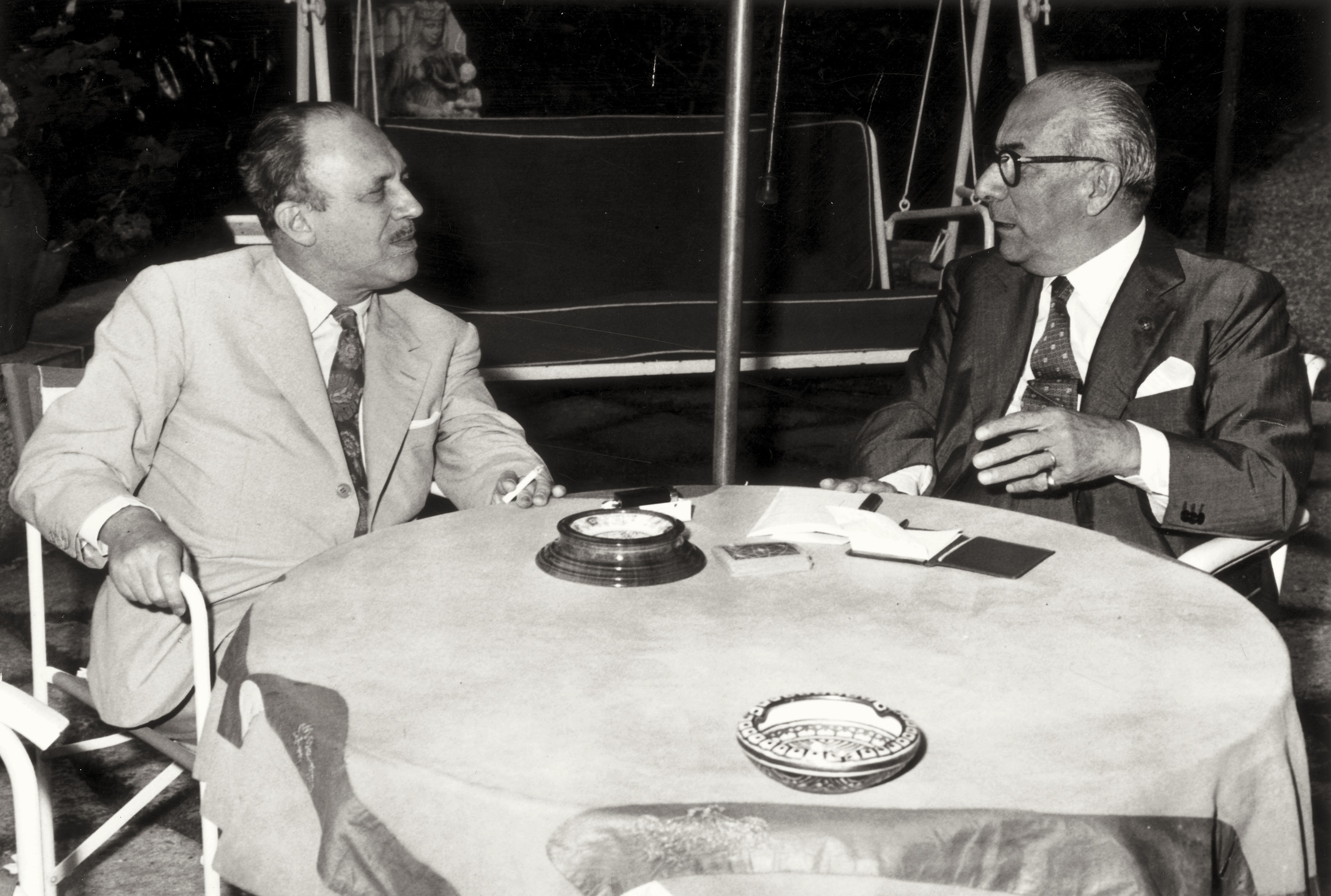
Guido Piovene (a sinistra) con l'editore Arnoldo Mondadori.

In un secondo momento, la produzione di Piovene si orientò verso il reportage di viaggio: diede alla luce il De America nel 1953, frutto di un viaggio di 32 000 chilometri attraverso 38 stati della Federazione, assieme alla moglie Mimy, su un'automobile Buick; seguì Viaggio in Italia (1957), la più celebre guida letteraria del Bel Paese durante il boom economico, originata dalla trasmissione radiofonica RAI che Piovene tenne, dal 1953 al 1956, percorrendo il territorio da nord a sud, raccontando le 'cose viste'. Piovene si rese conto dei formidabili mutamenti in corso, dalla rapida industrializzazione alla tumultuosa e caotica crescita urbana:
Per Montanelli, «il suo Viaggio in Italia dovrebbe essere testo d'obbligo nelle scuole italiane, tali sono la profondità e la nitidezza della sua sonda nelle pieghe e nelle piaghe del nostro Paese»
Ritornò alla narrativa nel 1963 con Le furie, romanzo-saggio che è la cronaca di un ritorno a Vicenza e del confronto con i personaggi-fantasmi ("furie" appunto) del proprio passato. A dieci anni di distanza dal Viaggio in Italia pubblicò anche Madame la France e La gente che perdé Gerusalemme. Nel 1968 tornò alla Mostra del cinema di Venezia come presidente della giuria della Mostra internazionale del cinema di Venezia. Il massimo conseguimento della mai dimenticata introspezione psicologica dei personaggi lo ottenne con il romanzo del 1970 Le stelle fredde, in cui una trama striminzita fa da sfondo ad un'abilissima analisi della morale. Il libro venne insignito del premio Strega. Nello stesso anno gli venne diagnosticata la sclerosi laterale amiotrofica, che lo porterà alla morte quattro anni più tardi. 
Lasciò La Stampa per fondare assieme a Indro Montanelli e altri Il Giornale Nuovo, pubblicato dal 24 giugno 1974 e del quale fu il primo presidente della società editrice. Cinque mesi dopo morì in una clinica neurologica a Londra, città nella quale si trovava per il lavoro da corrispondente estero.
Se esiste un denominatore comune che salda tutti i romanzi di Piovene, lo si può rintracciare nella focalizzazione delle cause e delle conseguenze delle tendenze al male, alla negatività, alla distruzione, del singolo individuo, dei nuclei e della società.

## Omaggi

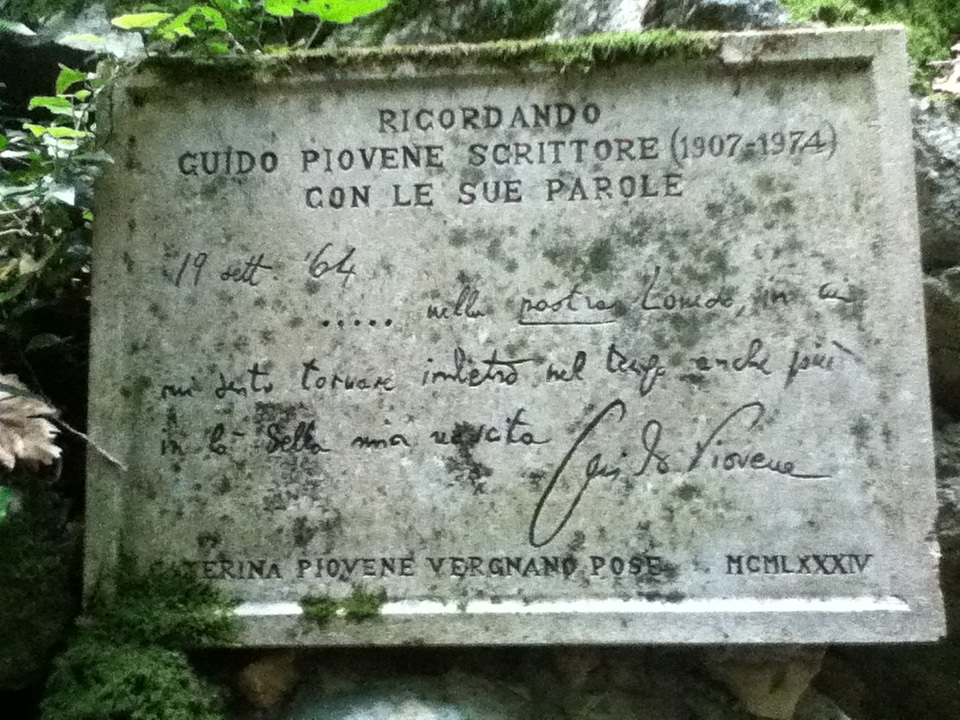
Lapide di Guido Piovene, parco di Villa Piovene a Lonedo di Lugo di Vicenza.

A Guido Piovene sono intitolati un istituto tecnico commerciale a Vicenza, una scuola media a Orgiano, una via a Chiampo e una piazza a Roma.

## Opere

### Romanzi e racconti
- La Vedova Allegra. Racconti, Torino, Buratti, 1931
- Lettere di una novizia. Romanzo, Bompiani, Milano, I ed. 1941; a cura di E. Pellegrini, Collana Tascabili, Bompiani, Milano, 1994 ISBN 88-452-3477-0
- La Gazzetta Nera. Romanzo, Milano, Bompiani, 1943; Collana Grandi Narratori Italiani volume XII, Mondadori, I ed. 1953; Oscar Mondadori, Milano, 1968; Biblioteca di Letteratura, Mauro Pagliai Editore, Firenze 2012 ISBN 978-88-564-0224-7
- Pietà contro Pietà. Romanzo, Bompiani, Milano 1946; Collana Grandi Narratori Italiani vol. XI, Mondadori, Milano, 1953 (scritto tra l'autunno 1943 e l'inverno 1944, durante i mesi più duri dell'occupazione nazista dell'Italia)
- La Glano, 1949
- I Falsi Redentori, Coll. Vespa Rossa. Scrittori Italiani n.13, Garzanti, Milano, I ed. 1949; Collana Narratori Moderni, Garzanti, Milano, 1976 ISBN 88-11-66014-9
- Le Furie, Collana Narratori Italiani vol. III, Mondadori, Milano, 1963; Introduzione di Guido Ceronetti, Oscar Mondadori, I ed. 1975; postfazione di Guido Ceronetti, Collana Biblioteca, Aragno, 2009 ISBN 88-8419-315-X
- Le stelle fredde. Romanzo, Collana Scrittori Italiani e Stranieri, Mondadori, Milano, 1970-1976 88-04-08887-7; Oscar Mondadori, 1976; Collana Classici Moderni n.230, Mondadori, 1994-2008 ISBN 88-04-58113-1; Bompiani, 2017.
- Il Nonno Tigre (favole), illustrazioni e tavole di Maria Luisa Gioia, Rizzoli, Milano, I ed. novembre 1972; Libri per ragazzi, Mondadori, 1989; Collana Junior, Mondadori, 1998 ISBN 88-04-44477-0
- Verità e Menzogna. Romanzo, curato da R. Catalano, Collana Scrittori Italiani e Stranieri, Mondadori, Milano, 1975 ISBN 88-04-12394-X
- Inverno d'un Uomo Felice. Racconti, Collana Scrittori Italiani e Stranieri, Mondadori, Milano, 1977 ISBN 88-04-14397-5
- Romanzo Americano. Lettere tra fidanzati. Premessa di Mimy R. Piovene (romanzo iniziato nel 1950 più 15 racconti), Collana Scrittori Italiani e Stranieri, Mondadori, Milano, I ed. ottobre 1979 ISBN 88-04-17147-2; Collana Oscar Scrittori Moderni n.1904, Mondadori, 2005 ISBN 88-04-54977-7
- Spettacolo di mezzanotte. Racconti, Collana Scrittori Italiani e Stranieri, Mondadori, Milano, 1984 ISBN 88-04-25586-2; Evergreen Grande Biblioteca per Ragazzi, Mondadori-De Agostini, 1990
- Il Ragazzo di Buona Famiglia, prefazione di Enzo Bettiza; nota al testo di Paola Mazzucchelli, Collana LA SCALA Italiani, Rizzoli, Milano, 1998 ISBN 88-17-86005-0 (romanzo postumo, scritto nell'autunno-inverno 1928-1929)
- Inferno e Paradiso. Racconti (1929-1931), Curatore M. Giachino, Collana Memoranda Arte, Canova, 1999 ISBN 88-87061-67-X

### Saggistica, critica letteraria e letteratura di viaggio
- De America, Collezione Memorie e Documenti, Garzanti, Milano, 1953-1957.
- Viaggio in Italia, Mondadori, Milano, 1957-1967; Edizioni Scolastiche Mondadori, 1973; Baldini & Castoldi, Milano, 1993-2013; Bompiani, Milano, 2017, ISBN 978-88-452-9343-6.
- Le Marche volume illustrato da Simone Massi tratto da Viaggio in Italia[4], Collana L'Italia raccontata dai grandi scrittori, Ecra, Roma, 2012 ISBN 978-88-6558-065-3
- Processo dell'Islam alla civiltà occidentale, Firenze, 1957; Mondadori, Milano, 2001; Bompiani, Milano, 2018.
- Retour de Russie, Milano, 1960
- La coda di paglia, (sovraccopertina di Tino Vaglieri), Collana Narratori Italiani, Milano, I ed. dicembre 1962; Collana Storie della Storia d'Italia n.43, Baldini & Castoldi, Milano, 1998-2001
- Madame la France, Collezione Le Scie, Mondadori, Milano, 1966;
- La Gente che perdé Gerusalemme. Cronache dal Medio Oriente, Collezione Le Scie, Mondadori, Milano, 1967;
- L'Italia, Bestetti, Milano, 1955-1958-1971;
- L'Europa semilibera (Articoli apparsi su La Stampa tra 1969 e 1972, qui rielaborati), Collana Saggi n.51, Mondadori, Milano, I ed. 1973;
- Idoli e Ragione (capitoli dedicati a Fogazzaro, Pirandello, Meneguzzo, Casanova, Shakespeare, Hitler, Cechov, Freud, Borges, Sade, Leopardi, Leger, Bacon, Hogarth, Montale, Dostoevskij, Manzoni et al.), Collana Saggi n.65, Mondadori, Milano, 1975;
- Saggi, volume 1, a cura di L. Simonelli, Collana Passaggi, Mondadori, 1986 ISBN 88-04-29216-4
- Saggi, volume 2, Collana Passaggi, Mondadori, Milano, 1990 ISBN 88-04-31047-2
- In Argentina e Perù (1965-1966), a cura di Sandro Gerbi, Collana Istituto Italo-latino americano, Il Mulino, Bologna, 2001 ISBN 88-15-08330-8
- Il Lettore controverso. Scritti di Letteratura, a cura di Giovanni Maccari, Collana Biblioteca, Nino Aragno Editore, 2009 ISBN 88-8419-398-2
- Biglietti del Mattino (raccolta di articoli polemici pubblicati su L'Ambrosiano), a cura di Sandro Gerbi, prefazione di Enzo Bettiza, Collana Biblioteca, Nino Aragno Editore, 2010 ISBN 978-88-8419-439-8
- «Falsità delle confessioni», Quasi un'autobiografia, a cura di Sandro Gerbi, Collana Biblioteca, Nino Aragno Editore, 2015, ISBN 978-88-8419-729-0.
- Movimento Nuovo, anno 1, n. 1, gennaio 1946 (nel comitato di redazione).[5]

### Opere raccolte
- Opere narrative, 2 volumi a cura di Clelia Martignoni, Collana I Meridiani, Milano, 1976-2013, volume primo: Prefazione di Enzo Bettiza, Cronologia, La Vedova allegra, Lettere di una novizia, La Gazzetta nera, Pietà contro pietà; volume secondo: I falsi redentori, Le Furie, Le Stelle fredde.